# Stadttheater Magdeburg

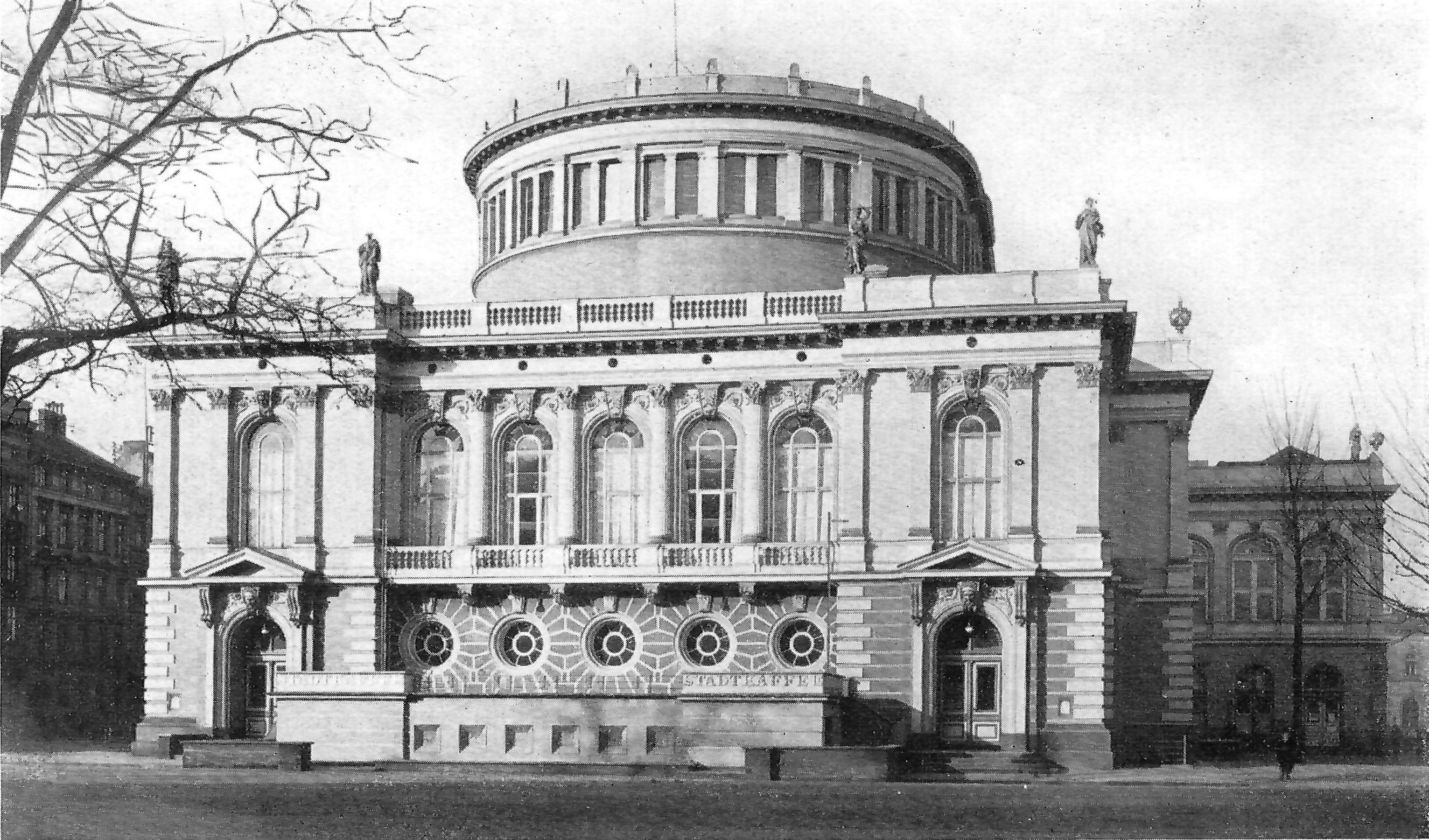
Stadttheater Magdeburg in den 1920er Jahren

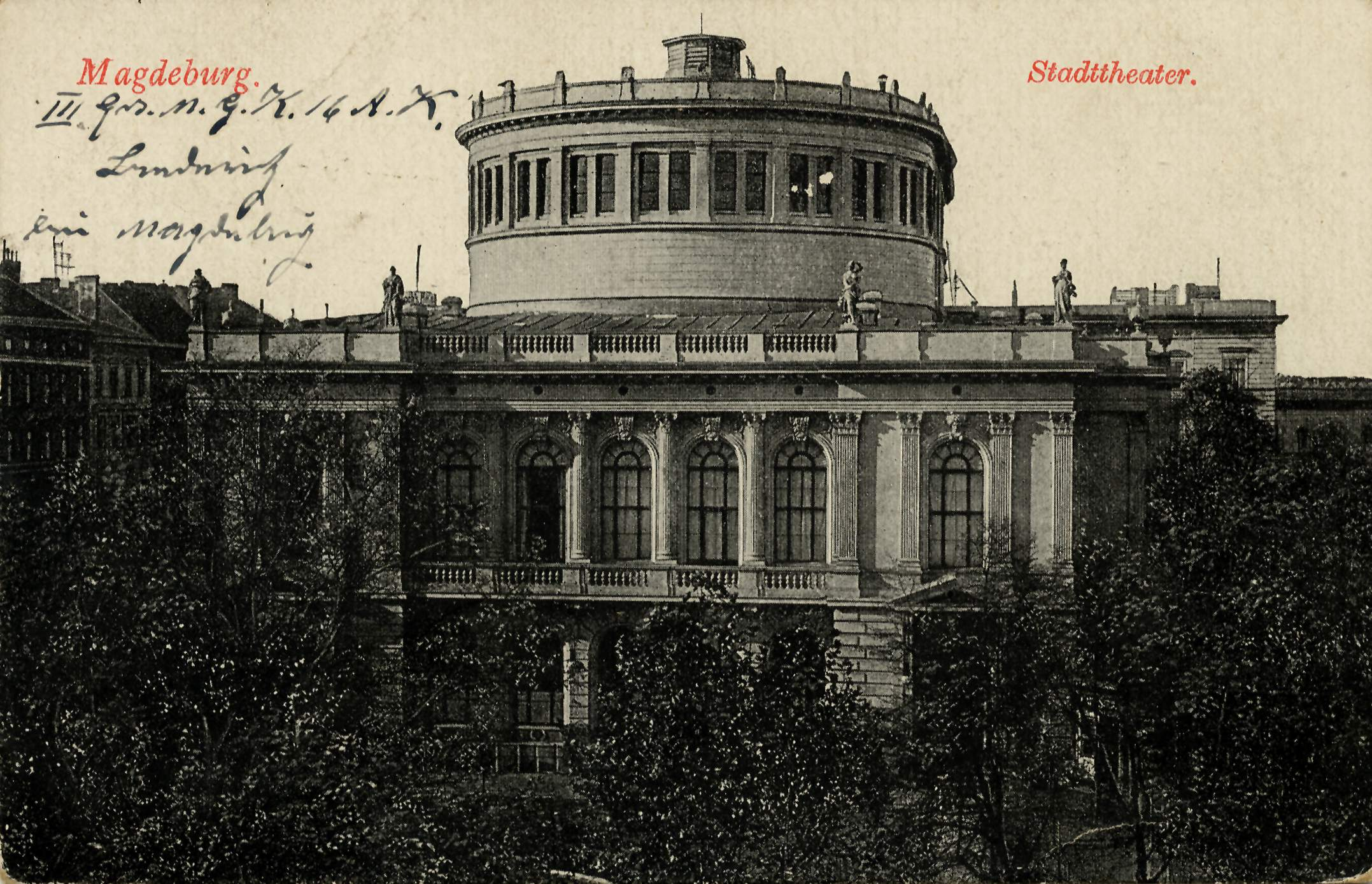
Stadttheater auf Postkarte von 1918

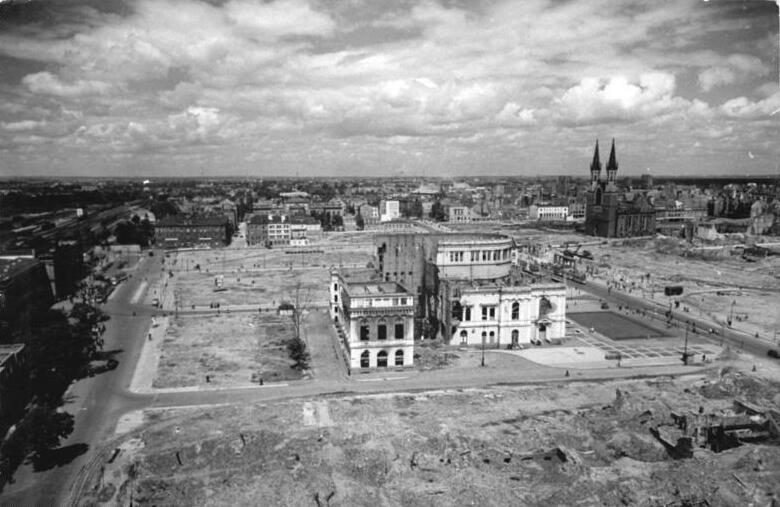
Das kriegsversehrte Theater 1950.

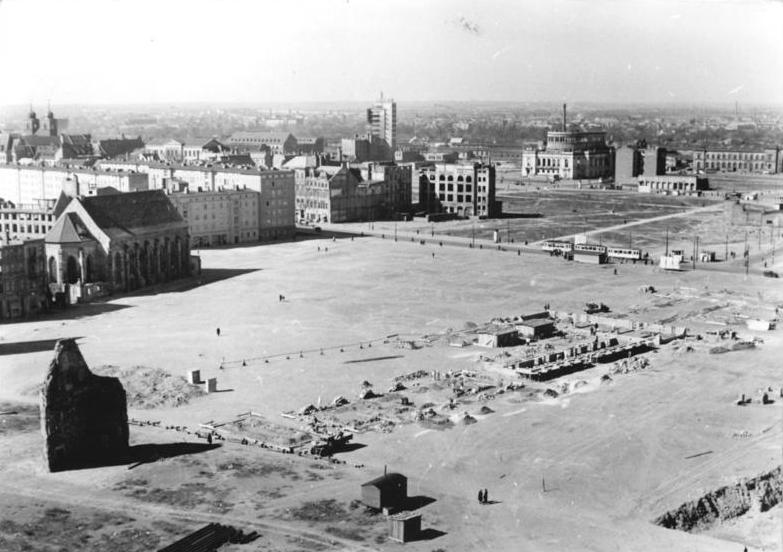
Die Theaterruine mittig im Bildhintergrund, 1953.

Das Stadttheater Magdeburg war ein Theater in der Altstadt von Magdeburg und wurde im Zweiten Weltkrieg zerstört. Es ist der Vorläufer des heutigen Theater Magdeburg.

## Geschichte

### Errichtung
Von 1873 bis 1876 wurde auf dem Gelände der zuvor abgebrochenen Festungsanlagen ein neues Stadttheater an der Kaiserstraße errichtet. Es löste das zuvor seit 1795 genutzte Nationaltheater in Dreiengelstraße ab. Bauherr war eine zuvor eigens gegründete Aktiengesellschaft. Die Planung wurde dem prominenten preußischen Architekten und Direktor der Berliner Bauakademie Richard Lucae übertragen. Die Bühnenmaschinerie wurde von dem Darmstädter Unternehmen E. Schwerdtfeger erstellt, die auch für Richard Wagners Bayreuther Festspielhaus tätig war. Das Theater verfügte über 1200 Plätze.
Die Eröffnung fand am 6. Mai 1876 mit Goethes Egmont statt.

### Beginn unter Friedrich Schwemer, 1876–1877
Erster Theaterdirektor wurde der zugleich auch als Oberregisseur agierende Friedrich Schwemer. Er war einem Generaldirektor und einem Major als Vertreter des Aufsichtsrates unterstellt. Das Theater wurde in drei Sparten (Oper, Operette und Schauspiel) gegliedert, wobei die Oper dominiert.
Der erste Spielplan stellte sich weder politisch gewagt noch ästhetisch innovativ dar. Neben Egmont wurden Der Freischütz, Der Widerspenstigen Zähmung und Fidelio gezeigt. In den ersten acht Monaten standen insgesamt 19 Opern auf dem Spielplan.
Einziges Wagnis war die Inszenierung des Stücks En Fallit von Bjørnstjerne Bjørnson, die zum finanziellen Fiasko wurde. Schwemer musste Konkurs anmelden und wurde entlassen.

### Ludwig Ubrich, 1877–1882
Nachfolger wurde Ludwig Ubrich. Mit Sparmaßnahmen und deutlich schlichteren Aufführungen versuchte Ubrich das Theater wirtschaftlich zu führen. Es gab Forderungen, dass die Stadt das Theater übernehmen soll.

### Adolf Varena, 1882–1891

Adolf Varena (1842–1912)

Unter dem Nachfolger Adolf Varena gewann die große Oper am Stadttheater weiter an Gewicht. Die vorhandenen Kapazitäten ermöglichten es auch, Wagner-Aufführungen ausschließlich mit eigenem Personal durchzuführen. Strukturell zog sich der Aktienverein aus der Theaterarbeit 1882 zurück. Die Stadt Magdeburg übernahm 1890, sechs Jahre vor dem ursprünglich geplanten Termin, sämtliche Aktien und wurde somit Eigentümerin der Immobilie. Zugleich wurde das Theater auf 30 Jahre verpachtet. Vorsitzender des gebildeten Verwaltungsausschusses wurde Oberbürgermeister Friedrich Bötticher. Varena wechselte 1891 an das Stadttheater Königsberg, das er bis zu seinem Tod leitete.

### Arno Cabisius, 1891–1907
Unter Arno Cabisius setzte sich der künstlerische Aufstieg des Theaters fort. Eine Ring-Inszenierung und ein Mozart-Zyklus brachten überregionale Beachtung. Die Qualität des Stadttheaters erfuhr in der Fachpresse positive Kritiken. Der Schwerpunkt lag weiterhin auf der Oper, an deren Erfolge das Schauspiel nicht heranreichte.
1901 wurden anlässlich des 25. Theaterjubiläums mit großem Erfolg die Maifestspiele gefeiert.
1897 wurde das Orchester städtisch; es wurde nunmehr vom Theater angemietet.
Im März 1907 verstarb Cabisius. Seine Witwe, Baronin Elisabeth von Fels (1845–1936), die in erster Ehe mit Fürst Paul von Thurn und Taxis verheiratet war, führte den Betrieb bis zum Ende der Spielzeit 1907/1908 fort.

### Carl Coßmann, 1908–1912
Als neuer Theaterdirektor wurde Carl Coßmann gewonnen. Auch er musste, wie seine Vorgänger, das Theater von der Stadt pachten. Es setzte ein schneller Niveau- und Bedeutungsverlust des Theaters ein. Die ungünstige Pachtsituation und die durch Eröffnung des neuen Zentral-Theaters (am heutigen Universitätsplatz) verschärfte Konkurrenzlage führten zunehmend zu wirtschaftlichen Schwierigkeiten.
Zwar gelang es dem neuen Oberspielleiter Heinrich Vogeler dem Schauspiel wieder eine größere Bedeutung zu geben, 1912 wurde jedoch über das Vermögen Coßmanns ein Konkursverfahren eröffnet.

### Heinrich Hagin, 1912–1913
Nachfolger wurde Heinrich Hagin. Er blieb jedoch zeitgleich Direktor des Stadttheaters Karlsruhe und der Kroll-Oper Berlin. Nach zwei Jahren gab er sein Amt in Magdeburg wieder auf.

### Heinrich Vogeler, 1913–1930
Der frühere Oberspielleiter Heinrich Vogeler wurde daraufhin gebeten, als Leiter des Stadttheaters nach Magdeburg zurückzukehren. Vogeler pachtete das Theater von der Stadt, zugleich erhielt er jedoch erstmals ein jährliches Einkommen von 12.000 Mark garantiert. Er trat ein schweres Erbe an. Magazin, Garderobe und Bibliothek des Theaters waren durch Pfändungen völlig leer.
Die erste Spielzeit wurde jedoch bereits ein Erfolg. Schwerpunkte lagen bei Verdi und Wagner. Vogeler holte bekannte Sänger der großen Opernhäuser für die eigenen Inszenierungen.

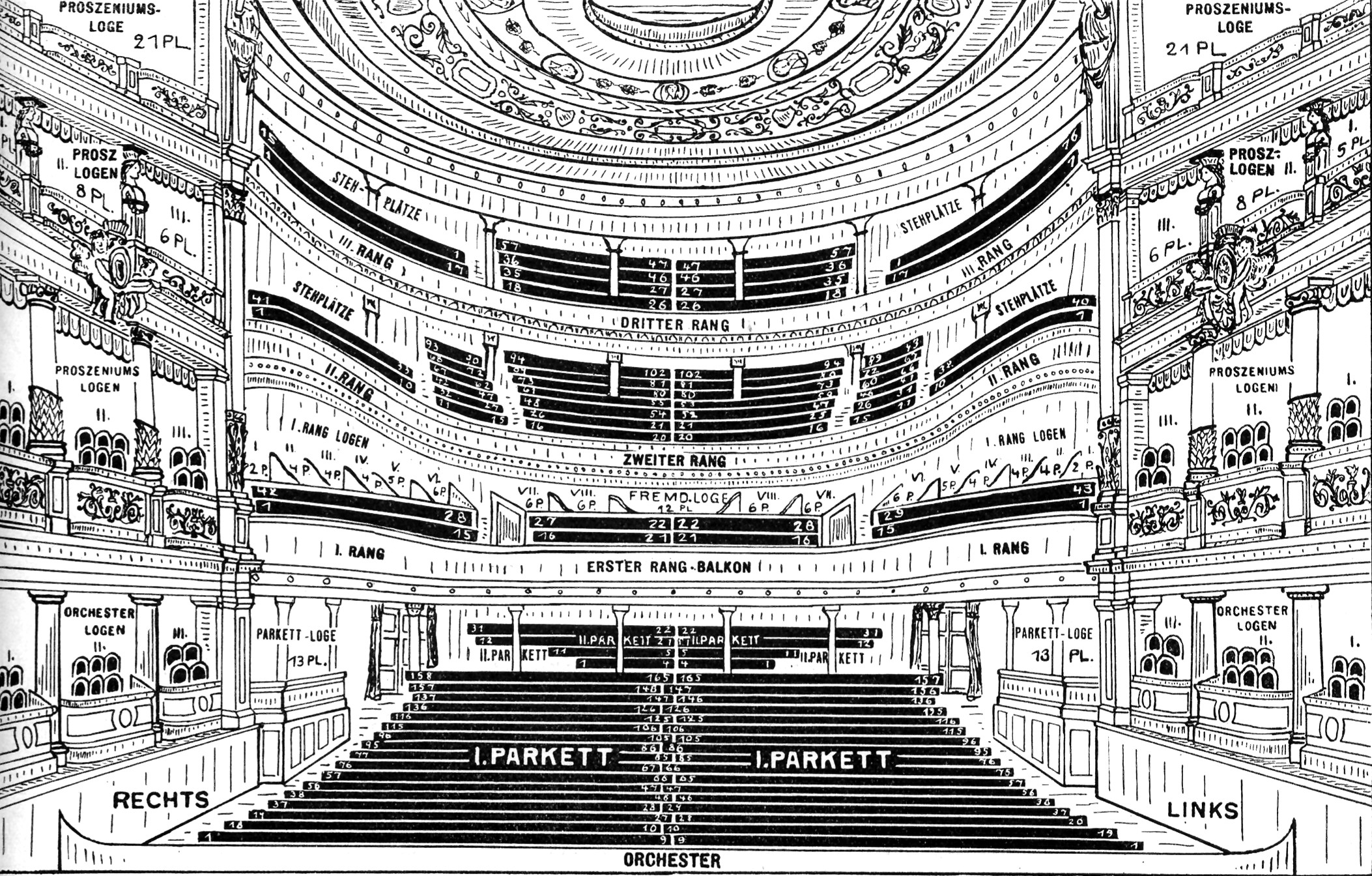
Innenansicht des Theaters, 1916

Der Beginn des Ersten Weltkrieges führte auch am Theater zu erheblichen Problemen. Erst mit dreiwöchiger Verspätung begann am 17. September 1914 die neue Spielzeit. Der Spielplan war bald von national-konservativen Stücken wie Das eiserne Kreuz, Lieb Vaterland, magst ruhig sein und Das Volk in Waffen geprägt. Vogeler ließ jedoch die Stücke von Autoren aus nun feindlichen Ländern (etwa Shakespeare) im Programm. Ein Jahr später waren die vaterländischen Stücke wieder vom Spielplan verschwunden. Stattdessen ging der Geschmack des Publikums zu traditionellen Stücken von Hebbel, Grillparzer und Ibsen. Die in anderen Orten beginnenden Aufführungen expressionistischer Werke ging am Magdeburg Stadttheater in dieser Zeit völlig vorbei.
Neben den Problemen mit Einberufungen von Mitarbeitern zum Militär wirken sich auch beginnende wirtschaftliche Probleme der Bevölkerung auf das Theater aus. Um den dadurch sinkenden Zuschauerzahlen zu begegnen, senkte Vogeler die Eintrittspreise und die Sologagen deutlich. Bis Kriegsende gelang es, stabile wirtschaftliche Verhältnisse für das Theater zu schaffen.
Im Sommer 1917 pachtete Vogeler das Magdeburger Viktoriatheater als zweite Spielstätte und erhöhte so die Flexibilität des Theaters.
Trotz Kriegsende und Niedergang der Monarchie 1918 zeigte das Stadttheater, abgesehen von einer zeitweiligen Hinwendung der Oper zum Verismus, keine Auseinandersetzung mit den veränderten politischen Verhältnissen.
Wichtigstes künstlerisches Ereignis war in dieser Zeit die Erstaufführung der Parsifal-Inszenierung im April 1920. Sie wurde 32 Mal wiederholt.
Im strukturellen Bereich erfolgten Änderungen, die zu einer deutlichen Stärkung des Theaters führten. Auf Beschluss des neu gewählten Stadtrats, in dem SPD und USPD über 45 von 81 Sitzen verfügten, wurde zunächst die Spielzeit verlängert und die Eintrittspreise wurden erhöht. Es folgte der Abschluss eines ersten Tarifvertrags und am 1. Mai 1920 die Übernahme des Theaters in städtische Regie. Es wurden die Städtischen Bühnen Magdeburg gegründet, zu denen neben dem Stadttheater auch die angepachteten Häuser Viktoria-Theater und Wilhelm-Theater gehörten. Oberbürgermeister Hermann Beims übernahm den Vorsitz des Theaterausschusses.
Vogeler nutzte die neue Situation zu einer Neuordnung der Sparten. Das Stadttheater wurde zur Opern-Spielstätte. Das Schauspiel nutzte das Stadttheater nur noch an sechs Tagen im Monate. Die Vorherrschaft der klassischen Stücke blieb. Zeitgenössische Stücke hatten nur eine untergeordnete Bedeutung. Ausgenommen hiervon waren Stücke Albert Mattauschs, der Dirigent am Stadttheater war.
Die Weltwirtschaftskrise führte auch am Stadttheater zu erheblichen Problemen. Die Stadt wollte die ständig steigenden Zuschüsse senken. Ende der 1920er Jahre gab es jährlich Anträge von rechtsgerichteten Fraktionen im Stadtrat mit dem Ziel einer gänzlichen Schließung der Theater. Dies wurde mit Mehrheit von SPD, KPD und DDP zwar abgelehnt, es gab aber Pläne für eine Halbierung des Zuschusses bei Senkung des künstlerischen Anspruchs. Vogeler trat am 22. Januar 1930 zurück.

### Egon Neudegg, 1930–1932
Zum Nachfolger wurde Egon Neudegg bestimmt. Er legte einen besonderen Schwerpunkt auf die Operette, die erstmals ein eigenes Ensemble bildete. Durch erhebliche Werbeanstrengungen, den verstärkten Einsatz von Schwank und Operette und mehreren Premieren (zehn Premieren in vier Wochen) gelang kurzfristig eine Erhöhung der Besucherzahlen. Bereits 1931 stellte sich jedoch eine weitere Erhöhung des Zuschussbedarfs heraus.
Auf Vorschlag Neudeggs wurde nun auch das Zentral-Theater den städtischen Bühnen angegliedert. Dort fanden die Operetten-Aufführungen statt. Das Stadttheater konzentrierte sich auf Oper, großes Schauspiel und Sinfoniekonzerte.
Obwohl der Anteil der Operetten unter Neudegg von 4 auf 40 Prozent gesteigert wurde, entwickelte sich die wirtschaftliche Lage und auch der Zuschauerzuspruch immer schlechter. Die Anmietung des Zentral-Theaters erwies sich als finanzieller Fehlschlag. 1932 wurde das Zentral-Theater aus den städtischen Bühnen wieder ausgegliedert – Neudegg erklärte seinen Rücktritt.

### Hellmuth Götze, 1932–1933
Am 11. Mai 1932 entschied der Magdeburger Stadtrat, dass das Theater um zunächst ein Jahr weiter geführt wird. Trotz großer Anfeindungen durch die erstarkten Nationalsozialisten, knapper Mittel und knapper Zeit gelang es Hellmuth Götze innerhalb von sieben Monaten, am Theater ein hohes künstlerisches Niveau und einen künstlerischen Neuanfang zu schaffen, der zu positiven Kritiken in der überregionalen Presse führte.
Durch ein von Carl Werckshagen entwickeltes neues Preis- und Anrechtssystem gelang es auch eine wirtschaftliche Stabilisierung zu erreichen.
Die Auseinandersetzung mit den Nationalsozialisten nahm jedoch an Schärfe zu. Anlässlich einer Aufführung Des Stücks Der Silbersee von Georg Kaiser wurden Götze von Seiten der NSDAP „unkünstlerische Bolschewierungsversuche“ vorgeworfen. Die NSDAP fordert die Bevölkerung zum Theater-Boykott auf. Am 27. Februar 1933, dem Tag des Reichstagsbrandes, wurde das Stück zum letzten Mal aufgeführt. Es setzte die nationalsozialistische Verfolgung ein. Bei den Kommunalwahlen am 12. März 1933 erreichte die NSDAP mit der Kampffront Schwarz-Weiß-Rot die absolute Mehrheit im Stadtrat.

### Fritz Landsittel, 1933
Kurzzeitiger Nachfolger Götzes wurde das NSDAP-Mitglied Fritz Landsittel. Er führte die von Götze geplante Spielzeit zu Ende, wobei Stücke jüdischer Autoren (Jacques Offenbach) abgesetzt wurden. Nach drei Monaten wurde Landsittel wegen menschlicher und künstlerischer Bedenken des Preußischen Theaterausschusses wieder abgesetzt. In seiner Zeit wurde der städtische Kapellmeister Jean-Siegfried Blumann beurlaubt.

### Edgar Klitsch, 1933–1934
Edgar Klitsch wurde am 11. Juli als Nachfolger Landsittels eingesetzt. Künstlerisch verlor das Stadttheater an Qualität und Bedeutung. Viele ehemalige Mitarbeiter durften nicht mehr arbeiten, andere verließen die Stadt und gingen an andere Bühnen. Auch Klitsch verließ Anfang 1934 Magdeburg und wurde Intendant in Königsberg.

### Erich Böhlke, 1934–1939
Nach langwierigen Auseinandersetzungen über die Nachfolge wurde schließlich der Parteilose Erich Böhlke Intendant. Aufbauend auf seinem fachlichen Können entwickelte er Magdeburg zu einem der wichtigsten Musikzentren Deutschlands. Er begründete einen 300 Personen umfassenden städtischen Chor. Die Bühnen-Aufführungen unterlagen der Zensur. Die Spielpläne wurden vorab in Berlin vorgelegt und erforderlichenfalls den dortigen Vorgaben angepasst.

### Das Ende unter Kurt Ehrlich, 1939–1945
1939 wurde NSDAP- und SS-Mitglied Kurt Ehrlich Intendant. Böhlke blieb als Generalmusikdirektor am Stadttheater. Durch den Beginn des Zweiten Weltkrieges stand zunächst die Fortführung des Theaterbetriebs in Frage. Das Propagandaministerium teilte jedoch am 20. September 1939 mit, dass die städtischen Bühnen Magdeburg als staatswichtiger Betrieb gelten und die Spielzeit 1939/1940 durchzuführen ist.
Problematisch war die Einberufung vieler Ensemblemitarbeiter zum Militär. 1940 häufte sich der Luftalarm (zum Beispiel 11 Mal im September 1940). Es wurden deshalb nur Stücke mit kurzer Spieldauer aufgeführt, der Vorstellungsbeginn wurde auf 18 Uhr vorverlegt. Direkt vor dem Stadttheater wurde ein Bunker errichtet. Im Theater fehlte es zunehmend an Arbeitskräften und Material.
Am 1. September 1944 wurden auf Weisung von Goebbels sämtliche deutschen Theater geschlossen. Auch das Stadttheater Magdeburg stellte seinen Spielbetrieb ein. Die letzte Vorstellung nach 68 Jahren zeigte am 31. August 1944 Figaros Hochzeit.
Bei den späteren Luftangriffen, insbesondere am 16. Januar 1945, wurde das Stadttheater schwer getroffen und zerstört.

### Nach 1945
Die Ruine des Stadttheaters blieb über mehrere Jahre stehen. In der Zeit der DDR erfolgt 1958 die Sprengung der Ruine. Die Steine wurden zum Teil für den Wiederaufbau der Stadthalle Magdeburg und für andere Bauvorhaben verwendet. An der Stelle des Stadttheaters entstand statt der ursprünglichen dichten Bebauung eine Grünanlage.
Nach der Wende von 1989 erfolgte eine Neubebauung des Gebiets. An das Stadttheater erinnert heute der neu vergebene Straßenname Am Alten Theater.
Die städtischen Bühnen befinden sich heute im Opernhaus am Universitätsplatz und dem Schauspielhaus an der Otto-von-Guericke-Straße.
Siehe Theater Magdeburg.